# 永珍
（羅馬化：Vieng Chan），是寮國的首都和最大城市，位于万象地区内，位於湄公河畔，隔湄公河與泰國的廊開府相望。
1563年，瀾滄王國的塞塔提腊王將其定為首都，瀾滄分裂後，成為萬象王國的首都。1827年被暹羅軍隊掠奪，長期處於荒蕪狀態，直至1899年才得以重建。

## 詞源
老挝语中地名“ວຽງຈັນ”的拉丁轉寫為Vieng Chan，國際音標[ʋíəŋ tɕàn]，法國殖民者按法語習慣拼寫成Vientiane。“ວຽງ”（Vieng）是“有城墙的城”的意思，“ຈັນ”（Chan）则有“月亮”和“檀木”的意思，这是由于老挝文经过了文字简化的缘故。通过参照与老撾文相似的泰文，可断定 ຈັນ 应当是檀木（จันทน์）而不是月亮（จันทร์），因而“万象”的本意是檀城。此外，来自梵文 चन्दनम्，意为檀木，中国古书中汉译为“栴檀”，而垣在汉语中指墙，也可以指城，因此有学者将这一城市的名称翻译为“垣栴”。
永珍在中國古籍中也被稱作文單、雍田。越南文獻《大南實錄》將其稱為圓禛（越南语：／）、（越南语：／）。

## 歷史
永珍早期歷史不詳，可能早於公元前4世纪已被建立。1354年法昂建立瀾滄王國以後，永珍就成為一個重要的行政城市，但並不是首都。為了避免遭到緬甸的入侵，塞塔提腊王於1560年將首都從孟蘇瓦（今瑯勃拉邦）搬遷至永珍，此後永珍成為瀾滄的首都。
1707年，瀾滄王國分裂為琅勃拉邦、万象、占巴塞三個王國，其中萬象王國以永珍作為首都。1779年暹羅入侵寮國，萬象王國成為暹羅之附庸。
19世紀初，萬象國王昭阿努起兵反抗暹羅。1827年，暹羅滅萬象王國，將永珍夷為平地，其人口、物產、佛像等都被掠奪至暹羅。此後除了西薩格寺等少數寺院倖存外，永珍基本處於荒蕪狀態。
20世紀初，法國殖民者將永珍進行修繕，將其確定為寮保護國的正式首都；琅勃拉邦則是儀式上的首都，寮國王室駐紮在琅勃拉邦。1975年寮王國被推翻後，永珍又成為了寮人民民主共和國的首都。

## 地理
永珍是全球少數設於國界附近的首都之一，位於湄公河中游，距离湄公河河口不到1,600公里，大致於北緯17'57°，東經102'36°，由一湄公河沙洲相隔著寮國和泰國。屬熱帶季風氣候，雖然如此，但在冬天的氣溫因地勢關係顯得相當極端，最低氣溫可低至攝氏12度，但日間可高至攝氏31度，特徵與熱帶荒漠氣候相似。
永珍是寮国的政治、经济、交通中心。市中心区域約70萬人（2005年），包含週邊區域約73萬人。市区集中了面向外国人的游客中心。

## 氣候
| 万象                                        | 万象        | 万象        | 万象        | 万象        | 万象         | 万象          | 万象          | 万象          | 万象          | 万象        | 万象        | 万象        | 万象            |
| 月份                                        | 1月         | 2月         | 3月         | 4月         | 5月          | 6月           | 7月           | 8月           | 9月           | 10月        | 11月        | 12月        | 全年            |
| ------------------------------------------- | ----------- | ----------- | ----------- | ----------- | ------------ | ------------- | ------------- | ------------- | ------------- | ----------- | ----------- | ----------- | --------------- |
| 平均高温 °C（°F）                           | 28.4 (83.1) | 30.3 (86.5) | 33.0 (91.4) | 34.3 (93.7) | 33.0 (91.4)  | 31.9 (89.4)   | 31.3 (88.3)   | 30.8 (87.4)   | 30.9 (87.6)   | 30.8 (87.4) | 29.8 (85.6) | 28.1 (82.6) | 31.1 (88.0)     |
| 平均低温 °C（°F）                           | 16.4 (61.5) | 18.5 (65.3) | 21.5 (70.7) | 23.8 (74.8) | 24.6 (76.3)  | 24.9 (76.8)   | 24.7 (76.5)   | 24.6 (76.3)   | 24.1 (75.4)   | 22.9 (73.2) | 19.3 (66.7) | 16.7 (62.1) | 21.8 (71.2)     |
| 平均降雨量 mm（）                           | 7.5 (0.30)  | 13.0 (0.51) | 33.7 (1.33) | 84.9 (3.34) | 245.8 (9.68) | 279.8 (11.02) | 272.3 (10.72) | 334.6 (13.17) | 297.3 (11.70) | 78.0 (3.07) | 11.1 (0.44) | 2.5 (0.10)  | 1,660.5 (65.38) |
| 平均降雨天数                                | 1           | 2           | 4           | 8           | 15           | 18            | 20            | 21            | 17            | 9           | 2           | 1           | 118             |
| 月均日照時數                                | 254.2       | 217.5       | 217.0       | 225.0       | 207.7        | 153.0         | 148.8         | 136.4         | 138.0         | 248.0       | 234.0       | 257.3       | 2,436.9         |
| 来源1：世界气象组织（1951至2000年）         |             |             |             |             |              |               |               |               |               |             |             |             |                 |
| 来源2：香港天文台（日照数据，1961至2000年） |             |             |             |             |              |               |               |               |               |             |             |             |                 |

## 對外交通
航空
- 擁有一個由日本人興建及管理的瓦岱國際機場，距離市中心的西部約3公里，它設有現代化的航站大樓及一條10,499英呎長的跑道，跟河内、曼谷、清邁、吉隆坡、新加坡、昆明、南宁、广州及首爾等地點通航。

鐵路
- 使用泰國國家鐵路的「東北線」的塔納楞站，能夠連通泰國、馬來西亞及新加坡。2009年，东北线支线延伸到万象塔納楞車站。2021年12月3日，磨万铁路的万象站正式运营。

公路
- 距离万象市中心东南方24公里处有一座横跨湄公河通往泰國廊開的友谊桥（Friendship Bridge），能够通过公路直接到达曼谷，每天均有往来于泰国和老挝的游客从这里进出关口。

## 教育
- 寮國國立大學

## 友好城市
- 泰国 曼谷
- 孟加拉国 吉大港市
- 柬埔寨 金边
- 越南 胡志明市
- 印度尼西亚 井里汶
- 日本 京都市

## 主要景点

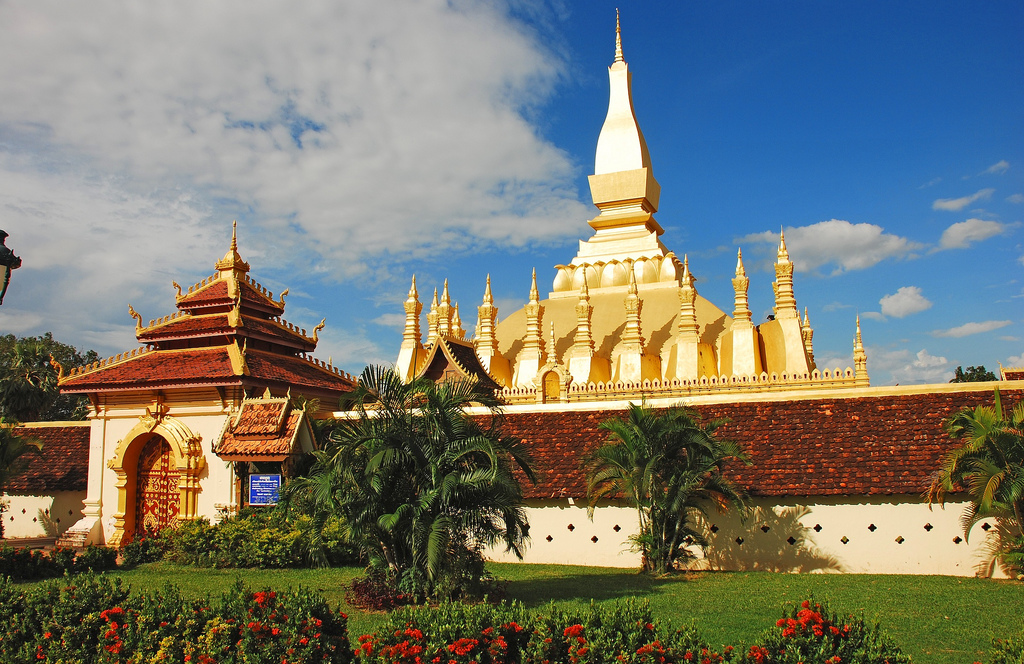
塔鑾

- 永珍凯旋门（英語：Anousavary Patuxay）
- 大佛塔（英語：Pha That Luang）
- 沙格庙（英語：Wat Si Saket）
- 西孟寺（英語：Wat Si Muang）
- 香昆寺（英語：Wat Xieng Khuan）
- 寮国国立博物馆（英语：Lao National Museum）（英語：Lao National Museum）
- 永珍早市（英语：Talat Sao）（英語：Talat Sao）